# Церква Святого Миколая (Сокаль)
Церква Святого Миколая — сакральна споруда у районному центрі Сокаль Львівської області, пам'ятка архітектури національного значення, охоронний номер 489.

## Історія
Сокаль було вперше документально згадано 1377 року, а 1424 йому було надано міське право. З тих найдавніших часів у місті існувала церква Пречистої Діви Марії і при ній існувала парафія.
Внаслідок татарського погрому 1519-го і перенесення міста на інший бік Бугу було збудовано дерев'яну церкву Пречистої Діви Марії з дзвіницею, а біля них на початку XVI ст. вимурували тридільну церкву Св. Миколи. Їх обвели спільним монастирським муром. Церкви існували поряд до 1821, коли церкву Пречистої Діви Марії знищив вогонь. Під час візитації за розпорядженням холмського єпископа Пилипа Володковича 12 березня 1749 зафіксували добрий стан її зрубів, дахів. Вона мала б відноситись до монастиря василіян, що, імовірно, існував у Сокалі у 1567–1691 роках.
У церкві Святого Миколи 27 березня 1594 проходила нарада православних єпископів України, де прийняли рішення про необхідність унії з РКЦ. 
Після захоплення московським військом Києва, Вільна Київський митрополит Гавриїл Коленда перебрався до сокальського монастиря василіан, не маючи можливості закласти свій осередок у Львові. Нунцій кардинал Марасконті зазначав, що Коленда призначив архімандрита монастиря Василія. При поверненні з коронації Міхала Вишневецького у Кракові Г. Коленда 12 листопада 1669 надіслав до монастиря ікону св. Миколи, що перебуває донині у головному вівтарі. Церкву відновлювали після пожеж 1613, 1677, а 1694 реставрували. Імовірно, спочатку церква була одноверхою і лише у XVIII ст. встановили барокове купольне завершення над основними об'ємами і криласами.
У акті візитації 1731 зазначено, що церкву при будівництві перекрили склепінням, але лише недавно її було прикрашено високою банею і новим дахом. Інтер'єр був розписаний впродовж 1752–1756 років. Автором розписів, можливо, був відомий львівський художник Станіслав Строїнський. Розпис церкви, можливо, був пов'язаний з тим, що 1754 вперше парохом став не ієромонах, а єпархіальний священик о. Стефан Оролевський, що свідчило про перехід церкви під управління світського духовенства. Наступне значне оновлення церкви провів парох о. Іван Ціпановський. За час перебування у парафії (1853–1877) він встановив новий іконостас, бокові престоли і наказав наново розписати церкву. У 1890-х роках до південної стіни притвору прибудували каплицю.
Церкву відновили 1927 згідно діючих тоді правил консервації архітектурних пам'яток. Тоді було виконано значний обсяг будівельних робіт. Під час Другої світової війни 1941 згорів дах притвору, ґанок головного входу, купол над нефом, ліхтар пошкодив вогонь. Ремонт провели 1942, встановивши нові дахи. Після війни частина Сокаля потрапила до складу ПНР, а 1951 СРСР. У цей період храм був закритий і 1959 переданий під склад геологорозвідки. Тоді у вересні церква була обстежена реставратором Ігорем Старосольським. На 1970 у храмі було знищено чи пошкоджено усі дерев'яні конструкції дахів, замоклі стіни пронизували численні тріщини. На основі обстежень 1959 було розроблено проект реставрації, виконаний впродовж 1971–1974 років. Було розібрано добудовану до притвору каплицю. Після реставрації у будівлі церкви відкрили музей.
1990 року біля церкви організувалась православна громада і вона була передана УПЦ КП. У церкві з посвятою Перенесення Мощей Святого Миколая встановлена копія чудотворної ікони Почаївської Божої Матері. Парафія відноситься до Львівсько-Сокальської єпархії ПЦУ.

## Церква
Оборонна церква отримала мури товщиною 2,4 м. До майже квадратного нефу прибудовано квадратний притвор і напівкруглу апсиду з двома невеликими криласами, перекритими конхами, до яких ведуть низькі арочні проходи. Кожен наступний об'єм піднятий на одну чи декілька сходинок відносно попереднього. Центральний кубічний об'єм нефу перекритий напівсферичним склепінням на підпружних арках, тромпах і перекритий приплюснутою банею з ліхтарем на низькому барабані, що встановлена низькому чотирисхилому дашку. Схожим чином банями з сліпими ліхтарями перекриті апсида, бічні об'єми. Притвор посилено двома потужними контрфорсами, перекрито півциркульним склепінням з розпалубками і покрито дахом з заломом і маківкою. Аскетичні об'єми дещо оживляє спрощений антаблемент з півваликом на місці архітраву, членованим лопатками фризом, розкріпованого карнизу з незначним виносом. Інтер'єр декоровано попід куполами профільованими карнизами. У нефі фриз декоровано ренесансними розетками. З нефу сходи ведуть на хори.